# 島田誠
島田 誠（しまだ まこと、1954年9月3日 - ）は、福岡県中間市出身の元プロ野球選手（外野手）・野球指導者・野球解説者。

## 経歴

### プロ入り前
子供の頃にボタ山のトロッコの下敷きになる事故に遭っており、本人はこれが自分が左利きになるきっかけになったと話している
中間市立中間北中学校時代に野球を始める。中学時代に他校との試合で4打席連続本塁打を放ったことで周囲からの評判が高まり、PL学園を含む9校からスカウトされたがこれらを断り、一般入試を経て高校へ進学する。直方学園高では左のエースとして投げ、投手として南海ホークスが注目したが、左肘を骨折してしまい、高卒即プロ入りは叶わなかった。
大学進学時、早稲田大学から誘われていたが、高校の先生から「4年では卒業できない」ことを言われて断念、学費免除の大学進学志望を相談したところ「その話が来ている」と聞いて、その話を持ち掛けて来た九州産業大学に進学するが、経済的に苦しく、授業料免除の特待生資格で大学へ進学していた。2年生時に1科目単位が足りず、父親と共に担当教授へ相談に行き土下座をするも、野球部へ良い印象を持っていなかった教授は、島田の鼻先へ足を突き出し靴下を履いた。この時父親から「大学を見返して、プロに行ってくれ」と言われ、プロ入りへの意思が明確に芽生えた。
大学を2年で中退後、社会人野球の丹羽鉦電機に入団。碍子を毎日600個作り、夜の2時間だけ練習をしていた。野球部の池田和隆監督から「アメリカの野球を見て来い」と言われて入社1年目の12月から翌年3月まで渡米、ロサンゼルスのドジャー・スタジアムの近くに部屋を借りて、アルバイトをしながら生活する一方でカリフォルニア大学ロサンゼルス校の野球部の練習にも参加していた。その後会社経営の悪化により野球部が廃部となるも、池田和隆監督の父親が経営する、福岡県志免町の味噌や漢方の行商を行う企業・あけぼの通商に社内野球部が作られた。後にプロでも同僚となる柴田保光ら丹羽鉦電機野球部24名全員があけぼの通商に雇用され、あけぼの通商硬式野球部に移籍した。あけぼの通商時代、島田の小柄だがパンチ力ある打撃に目を留めた日本ハムファイターズの三沢今朝治スカウトがグラウンドを訪れていた。
中日、クラウンライター（現・西武）、阪神、ロッテ、日本ハムの5球団からドラフト外での勧誘があり（当人は丹羽鉦電機時代愛知県で生活していたこともあって、中日志望だった）、中日ドラゴンズから「藤波行雄のトレードが成立した場合ドラフト外で契約する」との話があったものの、藤波がトレードを拒否したため、中日の入団はなくなり他の4球団と連絡を取り、後述の通り日本ハムに入団することとなる。
1976年に日本ハムファイターズの入団テストを受験し、「外野守備の際に捕球直前にバック転をする」ことによってアピールに成功し合格を勝ち取る。その年のドラフト外で入団した。

### プロ入り後
福田昌久二軍監督から、アベレージヒッターに徹する指導を受け、168 cmと小柄ながら、走攻守3拍子そろった選手として名を馳せた。
1977年から一軍に上がり、主に2番打者、中堅手として30試合に先発出場。
1978年は開幕からレギュラーとして起用され、故障もあって一時は先発を外れるが、シーズン後半には1番打者に定着した。
1979年は富田勝とのコンビでチャンスメーカーとして活躍。6月5日には、西武ライオンズ戦で1イニング3盗塁（二盗、三盗、本盗。パーフェクトスチールとも称される）を成功させている。同年は初の規定打席（29位、打率.276）に到達し福本豊に次ぐ55盗塁を記。
1980年にも打率.306（12位）の好成績を残す。
自身が唯一パシフィック・リーグ優勝を経験した1981年には、落合博満と首位打者のタイトルを、福本と最多盗塁のタイトルを争っていたものの、8月の阪急ブレーブス戦にて盗塁した際に送球が逸れ、そのまま三塁へ走ろうとした瞬間に足首が二塁のベースに引っかかり骨折し、離脱。結局打率はリーグ第2位の.318。盗塁数もリーグ2位の42となり、落合と福本にそれぞれタイトルを譲る形となった。同年の読売ジャイアンツとの日本シリーズでは全6試合に1番打者として出場するが、25打数4安打と活躍の場はなかった。
1982年のリーグ後期優勝にも貢献。同年の西武ライオンズとのプレーオフでは第3戦で杉本正から勝ち越し二塁打を放った。
1985年には18本塁打をマークする。
長く日本ハムの「1番・中堅手」としてレギュラーの座にあり、チームの切り込み隊長、ムードメーカーとしてチームを引っ張ってきたが、1988年頃から故障がちになり、1989年には鈴木慶裕らの台頭もあって出場機会が減少。
1990年オフにはダイエーの他、中日とヤクルトから獲得の話があり、かつての指揮官で当時球団常務だった大沢啓二から、3球団のうちどこへ行きたいと問われた際に「最後は地元（九州）へ帰りたい」と希望を出し、了承を取り付ける。同年オフに坂口千仙との交換トレードで福岡ダイエーホークスに移籍。
1991年限りで現役引退した。
通算でシーズン打率3割以上を3回経験し、ベストナインを2回、ゴールデングラブ賞を6回受賞する。しかし、盗塁数に関しては十分タイトルを狙える数をこなしていたが同時期に福本、大石大二郎、西村徳文などのハイレベルな他チームのライバルの高い壁に阻まれ、最多盗塁のタイトル獲得はならず、日本ハムの盗塁タイトルは前身の球団を含めても1946年創設から2013年の陽岱鋼が獲得するまで現れなかった（日本人選手では翌年の2014年に西川遥輝が獲得）。
球界では、開幕投手が投げる第1球目は見送ると言う暗黙の了解があるが、先頭打者の島田はそれを無視して打ちに行くことがあった。山田久志などから「開幕の初球から打ちに行く奴がいるか!」と怒られることもあったが、島田は「私の名前は反対から読むと『だまし』ですから」と言ってさらりとかわしたと言う。「後ろめたい気持ちもあったが、ど真ん中の速球が確実に来るのをみすみす逃すのが勿体なかった」と後に語っている。

### 現役引退後
引退後は1992年から1996年までの5年間、フジテレビ・テレビ西日本・ニッポン放送→文化放送の野球解説者として活動し、『プロ野球ニュース』などで活躍した。テレビ西日本のバラエティ番組『とことんサンデー』に、ダイエーのコーチに就任する直前までコメンテーターとして出演し、同番組の司会を務めていた博多華丸・大吉（当時は鶴屋華丸・亀屋大吉）の華丸やコンバット満らと過去にコントで共演している。
1997年よりダイエーの一軍外野守備走塁コーチに就任。
2000年6月6日のオリックス戦終了後、二軍外野守備走塁コーチに配転された。
2001年からは再び一軍コーチを務めた。ダイエー時代は井口資仁に二度盗塁王を取らせ、二軍コーチの時ルーキーだった川﨑宗則には徹底的にプロの走塁を仕込むなど走塁に関する指導を続け、リーグ優勝・日本一を奪還した2003年はチームで147盗塁を記録。盗塁ランキングでも1位が井口、2位村松有人、3位川崎と独占し、日本一の原動力になった。しかし、2004年以降3年連続でリーグ優勝を逃し、特に親会社がダイエーからソフトバンクに変わった2005年から2年続けて、プレーオフに進出しながら敗退したこともあり、2006年限りで退団した。
翌2007年から2009年まで、RKB毎日放送の野球解説者を務めたほか、『めんたいワイド』（福岡放送）や『今日感テレビ』（RKB毎日放送）のコメンテーターを務めるなど、福岡を拠点としたタレント業も野球解説者と並行して行っていた。また、北海道放送がヤフードームからソフトバンク対日本ハムの試合中継を行う際に、解説者として出演することがあった。
2008年、自らの講演で「当年度から日本ハムの監督に就任することがほぼ決まっていた」と明らかにした（実際は梨田昌孝が就任）。同年6月28日、四国・九州アイランドリーグ・長崎セインツの臨時監督に、成績不振で解任された河埜敬幸に代わって就任することが発表され、後期シーズンより指揮を執った。ただし、島田は解説者としての契約が残っていることから全試合の指揮を執ることが困難であるため、7月5日に総監督としてチームをバックアップする形に変更された（前田勝宏が選手兼任で監督代行に就任）。後期シーズン40試合中、島田が球場入りしたのは7試合で練習に姿を見せたのは一度にとどまり、地元紙の長崎新聞には「「名ばかり監督」ではないか」と指摘する記事が掲載された。翌2009年3月4日にリーグが発表した同年シーズンの登録メンバーには記載がなかったため、2008年限りで退団したと考えられるが、リーグや球団からの正式な発表はなかった。
2009年オフに、横浜ベイスターズのヘッドコーチに就任した。2010年2月のキャンプからチームに合流した。横浜のヘッドコーチに2年契約で就任し、石川雄洋を鍛えた。球団からはヘッドコーチから走塁コーチへの配置転換での留任を要請したが、島田は成績不振の責任を取り1年で辞任した。
2011年からは再びRKB毎日放送の解説者に就任。
2018年2月1日から10日まで井口が監督に就任した千葉ロッテマリーンズの臨時走塁コーチを務める。2021年4月開校の野球教育施設・大分プロ育成野球専門学院BEZELのスーパーアドバイザーに就任し、不定期に指導を行う。
2025年から広島県内の女子硬式クラブチーム・はつかいちサンブレイズでヘッドコーチを務めることが発表された (背番号は80)。

## 人物
愛称は「チャボ」。
ゴルフが得意なことで知られ、ゴルフ番組への出演もある（ハンデキャップ一桁）。野球選手でゴルフが上手い者は多く、プロゴルファーに転向する者も珍しくないが、元プロ野球選手のアマチュアゴルファーとしては、平松政次と肩を並べるレベルだと言われる。毎年オフに行われる球団の納会ゴルフでも、毎回好成績を残している。また、尾崎直道に顔が似ていることから、博多華丸は「福岡の尾崎直道」などと呼んでいる。

### 尾花高夫との関係
島田が福岡ダイエーホークスにコーチとして在籍していた1999年に、同球団に投手コーチとして尾花高夫が招かれた。島田は、同球団に在籍経験がなく肩身の狭い思いをしていた尾花をよく支えた。
理論家の尾花が膨大な資料を整理していて古参のコーチから嫌味を言われた際、島田は「こんなに資料を作るのにどれだけ尾花が苦労しているかあなたたちにだって分かるでしょう。尾花が頑張っている間にあなた方はタバコを吸ったり、無駄話をしているだけじゃないですか。だからこのチームは20年もBクラスなんでしょう?」と尾花を庇った。尾花はこれを忘れず、2000年に盗塁ミスの多発によって王貞治監督からの島田に対する信頼が失われかけていたとき、「島田さんを解雇するなら私も解雇してください」と王に申し出たという。
また、島田は大変なサウナ好きで、試合後は毎日のように尾花と二人で福岡ドーム内のサウナに入浴していた。曰く「ドームの電気代の大半は、俺と尾花が使ってるんじゃないかな」。
尾花には島田と同じくフジテレビの野球解説者だった時期があり、島田と共に『プロ野球ニュース』に出演していた。そして2009年オフに尾花が横浜の監督に就任すると、島田はヘッドコーチとして招聘され1年間務めた。

## 詳細情報

### 年度別打撃成績
| 年 度      | 球 団      | 試 合 | 打 席 | 打 数 | 得 点 | 安 打 | 二 塁 打 | 三 塁 打 | 本 塁 打 | 塁 打 | 打 点 | 盗 塁 | 盗 塁 死 | 犠 打 | 犠 飛 | 四 球 | 敬 遠 | 死 球 | 三 振 | 併 殺 打 | 打 率 | 出 塁 率 | 長 打 率 | O P S |
| ---------- | ---------- | ----- | ----- | ----- | ----- | ----- | -------- | -------- | -------- | ----- | ----- | ----- | -------- | ----- | ----- | ----- | ----- | ----- | ----- | -------- | ----- | -------- | -------- | ----- |
| 1977       | 日本ハム   | 79    | 162   | 144   | 18    | 33    | 8        | 1        | 0        | 43    | 9     | 10    | 3        | 5     | 2     | 10    | 0     | 1     | 21    | 3        | .229  | .280     | .299     | .579  |
| 1978       | 日本ハム   | 115   | 379   | 337   | 44    | 99    | 14       | 2        | 1        | 120   | 15    | 19    | 9        | 14    | 3     | 20    | 0     | 5     | 28    | 3        | .294  | .340     | .356     | .696  |
| 1979       | 日本ハム   | 129   | 527   | 456   | 74    | 126   | 30       | 6        | 8        | 192   | 47    | 55    | 14       | 13    | 4     | 43    | 0     | 11    | 50    | 4        | .276  | .350     | .421     | .771  |
| 1980       | 日本ハム   | 129   | 570   | 487   | 79    | 149   | 24       | 7        | 5        | 202   | 42    | 38    | 16       | 21    | 2     | 55    | 2     | 5     | 29    | 4        | .306  | .381     | .415     | .795  |
| 1981       | 日本ハム   | 115   | 526   | 462   | 73    | 147   | 17       | 6        | 3        | 185   | 41    | 42    | 12       | 5     | 6     | 44    | 2     | 9     | 41    | 2        | .318  | .384     | .400     | .784  |
| 1982       | 日本ハム   | 125   | 507   | 448   | 70    | 128   | 28       | 5        | 6        | 184   | 33    | 34    | 5        | 9     | 2     | 43    | 4     | 5     | 38    | 3        | .286  | .353     | .411     | .764  |
| 1983       | 日本ハム   | 127   | 575   | 489   | 93    | 148   | 21       | 4        | 14       | 219   | 40    | 47    | 18       | 12    | 3     | 65    | 0     | 6     | 42    | 5        | .303  | .389     | .448     | .837  |
| 1984       | 日本ハム   | 128   | 572   | 490   | 73    | 133   | 21       | 3        | 7        | 181   | 42    | 31    | 16       | 8     | 1     | 69    | 2     | 4     | 51    | 5        | .271  | .365     | .369     | .735  |
| 1985       | 日本ハム   | 128   | 594   | 512   | 93    | 144   | 24       | 4        | 18       | 230   | 58    | 19    | 10       | 6     | 1     | 71    | 1     | 4     | 44    | 9        | .281  | .372     | .449     | .822  |
| 1986       | 日本ハム   | 121   | 520   | 457   | 45    | 110   | 20       | 6        | 5        | 157   | 41    | 20    | 9        | 20    | 4     | 36    | 0     | 3     | 57    | 5        | .241  | .298     | .344     | .642  |
| 1987       | 日本ハム   | 122   | 520   | 472   | 64    | 124   | 16       | 2        | 5        | 159   | 30    | 14    | 9        | 14    | 1     | 31    | 0     | 2     | 61    | 4        | .263  | .310     | .337     | .647  |
| 1988       | 日本ハム   | 97    | 363   | 306   | 32    | 67    | 7        | 0        | 3        | 83    | 21    | 6     | 4        | 11    | 5     | 40    | 0     | 1     | 37    | 2        | .219  | .307     | .271     | .578  |
| 1989       | 日本ハム   | 94    | 249   | 211   | 25    | 66    | 9        | 3        | 1        | 84    | 14    | 15    | 7        | 10    | 1     | 25    | 0     | 2     | 22    | 3        | .313  | .389     | .398     | .787  |
| 1990       | 日本ハム   | 51    | 123   | 106   | 9     | 28    | 5        | 0        | 0        | 33    | 5     | 1     | 2        | 3     | 1     | 13    | 0     | 0     | 8     | 2        | .264  | .342     | .311     | .653  |
| 1991       | ダイエー   | 16    | 12    | 10    | 0     | 2     | 0        | 0        | 0        | 2     | 1     | 1     | 1        | 1     | 0     | 0     | 0     | 1     | 2     | 0        | .200  | .273     | .200     | .473  |
| 通算：15年 | 通算：15年 | 1576  | 6199  | 5387  | 792   | 1504  | 244      | 49       | 76       | 2074  | 439   | 352   | 135      | 152   | 36    | 565   | 11    | 59    | 531   | 54       | .279  | .352     | .385     | .737  |

- 表中の太字はリーグ最高

### 表彰
- ベストナイン：2回 （外野手：1981年、1983年）
- ゴールデングラブ賞：6回 （外野手：1981年 - 1985年、1987年）
- 月間MVP：1回 （1981年5月）
- 後楽園MVP賞：1回 （1983年）
- ジュニアオールスターゲームMVP：1回 （1977年）

### 記録
初記録
- 初出場：1977年4月3日、対クラウンライターライオンズ前期2回戦（平和台球場）、7回表に行沢久隆の代打として出場
- 初打席・初安打：同上、7回表に古賀正明から単打
- 初先発出場：1977年4月5日、対南海ホークス前期1回戦（後楽園球場）、2番・指名打者として先発出場
- 初盗塁：1977年4月13日、対南海ホークス前期4回戦（大阪スタヂアム）、7回表に二盗（投手：佐藤道郎、捕手：野村克也）
- 初打点：1977年5月29日、対南海ホークス前期11回戦（青森市営野球場）、2回裏に山下司の代打として出場、金城基泰から適時打
- 初本塁打：1978年4月8日、対阪急ブレーブス前期2回戦（後楽園球場）、8回裏に山田久志からソロ

節目の記録
- 1000本安打：1985年5月22日、対阪急ブレーブス8回戦（阪急西宮球場）、3回表に今井雄太郎から中前安打 ※史上141人目
- 1000試合出場：1985年6月26日、対近鉄バファローズ10回戦（藤井寺球場）、1番・中堅手として先発出場 ※史上256人目
- 300盗塁：1986年6月1日、対近鉄バファローズ11回戦（藤井寺球場）、5回表に二盗（投手：久保康生、捕手：梨田昌孝） ※史上17人目
- 1500試合出場：1989年9月17日、対ロッテオリオンズ26回戦（川崎球場）、1番・中堅手として先発出場 ※史上96人目
- 350盗塁：1989年9月30日、対福岡ダイエーホークス24回戦（平和台球場）、1回表に三盗（投手：加藤伸一、捕手：内田強） ※史上12人目、盗塁王未獲得での達成は他に古川清蔵のみ
- 1500本安打：1990年9月22日、対西武ライオンズ22回戦（西武ライオンズ球場）、2回表に渡辺久信から中前安打 ※史上60人目

その他の記録
- 1イニング3盗塁（サイクルスチール）：1979年6月5日、対西武ライオンズ前期11回戦（後楽園球場）、3回裏に記録（投手：森繁和、捕手：野村克也）
- オールスターゲーム出場：6回 （1979年 - 1983年、1985年）

### 背番号
- 24 （1977年 - 1979年）
- 8 （1980年 - 1990年）
- 0 （1991年）
- 80 （1997年 - 2006年、2008年）
- 86 （2010年）

## 関連情報

### 書籍
- それでも野球が好きだから（海鳥社） 2008年6月 ISBN：4-87415-679-7

### 出演
- 今日感テレビ（RKB毎日放送）
- RKBエキサイティングホークス（RKBテレビ毎日放送）
- RKBエキサイトホークス（RKBラジオ）
- 中西一清スタミナラジオ（RKBラジオ）

過去の出演番組
- プロ野球ニュース（フジテレビ系）
- とことんサンデー（テレビ西日本）
- めんたいワイド（福岡放送）
- 朝ドキッ!九州（福岡放送）
- ホークス歌の応援団（RKBラジオ）
- 島田誠のおだまりっ!ザウルス（RKBラジオ）
- 島田誠の純情アンモナイト（RKBラジオ）
- ちょいワルゴルフ（RKBラジオ）
- 歌謡曲ヒット情報（RKBラジオ）